# Алберт Айнщайн (АТК)
 Тази статия е за космическия кораб от серията АТК.  За немския физик вижте Алберт Айнщайн.  
Алберт Айнщайн (АТК) (Автономен товарен кораб 004 (АТК-004)) е европейски безпилотен снабдителен кораб именуван на немския физик Алберт Айнщайн. Построен е за да снабди Международната космическа станция (МКС) с пропелант, вода, въздух и сух товар, като също така да издигне станцията на подходяща височина чрез своите ракети двигатели. Това е четвъртият и предпоследен построен кораб от серия АТК след Едоардо Амалди изстрелян през 2012 г. Компоненти на кораба са конструирани в Торино, Италия и Бремен, Германия, след което са финално сглобени и тествани в Бремен през 2012 г. Космическият кораб напуска Бремен и отива в Куру на 31 август 2012 г. за да направят приготовления за изстрелване.
Алберт Айнщайн е изстрелян с ракета-носител Ариана 5ES от Гвиански космически център в град Куру, Френска Гвиана в 21:52:11 GMT, 5 юни 2013 г. Изстрелването е ръководено от Арианаспейс, от името на Европейската космическа агенция (ЕКА). По времето на изстрелване корабът е най-тежкия извеждан в орбита с тегло 20 190 kg. Алберт Айнщайн се скачва успешно с МКС в 14:07 GMT на 15 юни 2013 г. След пет месечна мисия той е разкачен от станцията и изпратен обратно в атмосферата на Земята, където е унищожен както е планирано на 2 ноември 2013 г.

## Товар
Алберт Айнщайн снабдява МКС със сух товар, гориво, вода и въздух за да осигури оперирането на станцията. В допълнение корабът използва собствените си двигатели и гориво за да издигне МКС на подходяща височина като противодействие на постоянното ѝ падане към Земята. Общите разходи по кораба и мисията са около 450 млн. евро.
По времето на изстрелване Алберт Айнщайн поставя следните рекорди:
- Най-голямо количество сух товар извеждан от европейски космически кораб – 2480 kg
- Най-разнообразен товар на борда на космически кораб – 1400 различни предмета
- Най-голямо количество късен товар (товар добавен само 2 седмици преди изстрелване, докато корабът е прикачен към ракета-носител Ариана 5) – 620 kg

В таблицата по-долу е представена пълна разбивка на вида на товар на Алберт Айнщайн.
| Товар                                              | Тегло   |
| -------------------------------------------------- | ------- |
| Гориво за издигане на МКС на по-голяма височина    | 2580 kg |
| Гориво за презареждане на станцията                | 860 kg  |
| Вода (за руския орбитален сегмент)                 | 570 kg  |
| Газове (1 резервоар кислород, 2 резервоара въздух) | 100 kg  |
| Сух товар (храна, дрехи, оборудване)               | 2480 kg |
| Общо                                               | 6590 kg |

## Мисия на кораба

### Изстрелване
Алберт Айнщайн пристига в Гвианския космически център в Куру, Френска Гвиана през септември 2012 г. Изстрелян е успешно с ракета Ариана 5 в 21:52:11 GMT на 5 юни 2013 г.

### Пътуване
След изстрелване Алберт Айнщайн прекарва 10 дни в провеждането на орбитални маневри преди скачването с МКС. Този времеви диапазон е избран по-скоро по логистични причини отколкото технически. АТК е способен на скачване с МКС 5 дни след изстрелване, както е демонстрирано от Едоардо Амалди през 2012 г., но изстрелването от Куру не е можело да се случи по-късно, понеже стартовата площадка е била необходима за последователни комерсиални изстрелвания. Освен това скачването към МКС не е могла да се случи преди 11 юни, защото отсека на модул Звезда (където е предвидено да бъде скачен Алберт Айнщайн) е бил зает от космически кораб Прогрес 51. След като Прогрес 51 се разкачва от станцията на 11 юни видеокамери проверяват дали отсека на Звезда не е бил повреден докато Прогрес 51 е бил скачен тъй като е имало заседнала навигационна антена, която би могла да повреди отсека. Не са намерени следи от повреда и затова скачването с АТК Алберт Айнщайн продължава по план.

### Скачване
Скачването със станцията е осъществено успешна в 14:07 GMT на 15 юни 2013 г., а люкът е отворен 3 дни по-късно на 18 юни. Отварянето на люка към АТК е забавен с 1 ден поради опасения на руската космическа агенция, че товарът не е напълно дезинфекциран.

### Операции след скачване
На 19 юни 2013 г. АТК прави първо издигане на МКС в по-висока орбита s 407-секундно изгаряне, което добавя към скоростта на станцията още 1 m/s. На 10 юли 2013 г. се прави второ издигане на станцията, където двигателите на АТК работят по-малко от 10 минути добавящи още 1,45 m/s в скоростта на МКС и изразходват 199 kg гориво. До 12 юли целия сух товар от АТК е разтоварен и започва натоварването му с ненужния боклук от МКС.
На 23 и 28 юли временно са повредени 2 от 3-те компютъра на борда на АТК Алберт Айнщайн. Докато само един от трите компютъра е нужен за управлението на кораба, два от трите компютъра са нужни са „критичните операции на мисията“. На 29 юли е направен рестарт на двата компютъра, което ги връща онлайн и всички компютри на борда на АТК са в операционен режим без да е бил засегнат графика на мисията. На 1 август е извършено за час и половина прехвърляне на гориво и окислител към руския сегмент на МКС. Горивото позволява на МКС сама да коригира орбитата си при липса на скачен космически кораб, който да я издигне. След това тръбопроводите са продухани за да се избегнат евентуални усложнения при разкачването на кораба от МКС.

### Край на мисията и деорбитиране
Алберт Айнщайн е разкачен от МКС успешно в 08:55 GMT на 28 октомври 2013 г. След това корабът прави серия от орбитални корекции за да позволи на космонавтите от МКС ясно да наблюдават обратното му навлизане в земната атмосфера. На 2 ноември той навлиза обратно в земната атмосфера над Тихия океан, където изгаря заедно с боклука от МКС на борда му.